# Юрьё, Индрек Паулевич
И́ндрек Паулевич Ю́рьё (эст. Indrek Jürjo; 14 апреля 1956 Таллин — 8 сентября 2009 Таллин) — эстонский историк и архивариус.

## Биография
В 1974 году окончил Таллинскую 10-ю среднюю школу. В 1974—1976 годы проходил срочную службу в Советской Армии. В 1977 году поступил на исторический факультет Тартуского университета, который окончил в 1983 году.
В 1983—1992 годы был младшим научным сотрудником Института истории Эстонской академии наук. В 1992—1996 годы — консультант в Департаменте архивов Эстонии. С сентября 1996 до конца 1998 года являлся заведующим отделом в филиале Государственного архива Эстонии (подразделение Национального архива Эстонии). В 1999—2002 годы — главный специалист отдела публикаций и исследований Национального архива Эстонии. С 2002 года и до дня смерти — заведующий отделом публикаций Государственного архива Эстонии.
Магистр Таллинского педагогического университета (1998), доктор философии Гамбургского университета (2005; тема докторской диссертации — «Август Вильгельм Хупель и Просвещение в Лифляндии» (нем. «August Wilhelm Hupel und die Aufklärung in Livland»).
Специализировался на изучении просветителей из числа балтийских немцев во второй половине XVIII — начале XIX века.
Изучая «Отчёт об агентурно-оперативной работе 4-го отдела КГБ при Совете Министров Эстонской ССР за 1958 год», Юрьё стал первым историком, сделавшим заключение о том, что агент «Дроздов», завербованный КГБ 28 февраля 1958 года, — это не кто иной, как священник Алексей Ридигер, ставший впоследствии патриархом Московский и всея Руси Алексием II. 

Похоронен на кладбище Хийу-Раху.

## Семья
Отец Индрека Юрьё, Пауль Юрьё, был редактором газеты Рахва Хяэль и руководителем Эстонского телевидения. Мать — скульптор и преподаватель Айме Юрьё.
Был женат на историке Инне Пыльтсам-Юрьё.

## Научные труды
- (эст.) Liivimaa valgustaja A. W. Hupel 1737—1819 (Лифляндский просветитель А. В. Хупель 1737—1819). Таллин: Госархив Эстонии, 2004. ISBN 9985951018
- (эст.) Pagulus ja Nõukogude Eesti. Vaateid KGB, EKP ja VEKSA arhiividokumentide põhjal (Изгнанничество и Советская Эстония. Взгляд, основанный на изучении архивных документах КГБ, Компартии Эстонии и Объединения по развитию культурных связей с зарубежными эстонцами). Издательство Umara, 1996
- (эст.) Nõukogude luure ja teaduse suhetest Eestis ja Baltimaades nõukogude perioodil (Об отношениях между разведслужбами СССР и наукой в Эстонии и Балтийских странах в советский период) — в книге «Luuramisi. Salateenistuste tegevusest Eestis XX sajandil. Artiklite ja dokumentide kogumik» (Разведдеятельность. О сектетных службах в Эстонии в XX веке. Сборник статей и документов). Составитель Тийт Ноорметс. Таллин: Kistler-Ritso Eesti Sihtasutus, 1999. ISBN 9985-895-10-X

## Редактор
- Aruanded Riikliku Julgeoleku Komitee 2. ja 4. osakonna tööst 1958. aastal (Отчёты о работе 2-го и 4-го отделов КГБ ЭССР за 1958 год). Вместе с Яаком Хионом и Юри Оямаа. Таллин: Госархив Эстонии, 2005